# Susie Walking Bear Yellowtail
Susie Walking Bear Yellowtail (* 27. Januar 1903 in der Crow Reservation nahe Pryor, Montana; † 25. Dezember 1981 in Wyola, Montana) war die erste Absarokee und eine der ersten nordamerikanische Indianerinnen die in den Vereinigten Staaten von Amerika die Zulassung als Registered Nurse erhalten hat. Sie arbeitete für den Indian Health Service (IHS), eine Abteilung des staatlichen öffentlichen Gesundheitswesens, brachte ihrem Volk moderne Gesundheitsfürsorge und reiste durch die gesamten Vereinigten Staaten um den indigenen Völkern den Zugang zu den Vorteilen des öffentlichen Gesundheitssystems zu sichern. Yellowtail diente in vielen staatlichen Gesundheitsorganisationen und wurde für ihre Arbeit vielfach ausgezeichnet.

## Kindheit und Jugend
Susie Walking Bear wurde am 27. Januar 1903 in der Crow Reservation als Tochter von Kills the Enemy oder Jane White Horse, eine Oglala und Walking Bear, einem Absarokee geboren. Ihr Vater Walking Bear starb noch vor ihrer Geburt und ihre Mutter heiratete Stone Breast, Yellowtails Stiefvater. Yellowtail wurde bis zum Alter von 8 Jahren von ihrer Mutter und ihrem Stiefvater erzogen, dann wurde sie auf die Katholische Missionsschule in Pryor geschickt. Als sie 12 Jahre alt war, verlor Yellowtail ihre Eltern und wurde nach Lodge Grass, Montana auf die Indian Boarding School, ein Internat für Kinder indianischer Herkunft, geschickt. 1919 begleitete sie die baptistische Missionarin Francis Shaw auf eine Reise nach Denver. Obwohl man ihr gesagt hatte, sie könne zu ihrer Crow-Schule zurückkehren, wurde sie von ihrer Gruppe getrennt und blieb in Denver. Shaw schlug Yellowtail vor, sie nach Muskogee (Oklahoma) zu bringen, um dort ihre Ausbildung an der Bacone Indian School fortzusetzen.
Als sie ihre acht Jahre der Schulbildung vollendet hatte, brachte Shaw Yellowtail nach Northfield (Massachusetts) damit sie dort das Northfield Seminary besuchen konnte. Shaw bezahlte das Schulgeld und Yellowtail arbeitete als Kindermädchen und Dienstmädchen, damit sie ihre Unterkunft bezahlen konnte. Die Arbeitsbelastung, die kulturelle Intoleranz der Schulverwaltung, die darauf bestanden, dass Yellowtail den Nachnamen Bear benutzte und das Misstrauen ihrer Arbeitgeber waren schwer zu ertragen. 1923 bewarb sie sich im Tall Pines Girl's Camp in Bennington (New Hampshire) und plante Northfield zu verlassen. Yellowtail wurde 1924 am Franklin County Public Hospital angenommen, um dort Pflege zu studieren. Ihr Praktikum machte sie anschließend am Boston General Hospital. Yellowtail erhielt ihre Zulassung 1927 und wurde damit zur ersten registrierten Krankenschwester ihres Volkes. Damit war sie, gemeinsam mit Elizabeth Sadoques Mason (Abenaki), ihrer Schwester Maude, Nancy Cornelius (Oneida) und Lula Owl Gloyne (Cherokee) eine der ersten Krankenschwestern indianischer Herkunft in den Vereinigten Staaten.

## Werdegang
Nach ihrem Abschluss kehrte Yellowtail kurzfristig an das Public Hospital in Greenfield ehe sie anfing in einer privaten Pflegeeinrichtung in Oklahoma zu arbeiten. Ehe sie in die Reservation zurückkehrte, arbeitete sie als ambulante Pflegekraft bei den Chippewa of Minnesota. 1929 heiratete sie Thomas Yellowtail, der ein spiritueller Anführer ihres Volkes werden sollte. Zwei Jahre lang arbeitete Yellowtail für das Indian Health Service Hospital in Crow Agency. Ihr Ziel war die Modernisierung der Gesundheitsangebote für ihren Stamm und die Bekämpfung der Zwangssterilisation indianischer Frauen.
Zwischen 1930 und 1960 arbeitete Yellowtail als Beraterin und reiste durch das Land, um die Probleme innerhalb des IHS zu dokumentieren, darunter beispielsweise die unzureichende Anzahl von Gesundheitseinrichtungen, die Unfähigkeit der nicht-indigenen Schwestern kulturell sensibel umzugehen oder in ihrer Sprache zu sprechen, die unhygienischen Lebensbedingungen, die Hindernisse traditionelle Heiler zu erreichen, die Gesundheitsfürsorge, die einzig vom IHS angeboten wurde und vieles mehr.
In Washington war man sich der Missstände und Fehler im IHS bewusst und ab den frühen 1940ern verließ man sich auf die Beurteilungen von Yellowtails, sowohl dessen was gebraucht wurde wie auch den Herausforderungen des Systems. Yellowtail arbeitete im Aufsichtskomitee des Division of Indian Health (dt. Abteilung für indianische Gesundheit, DIH) um den Sanitärtechniker dabei zu helfen, die Bedeutung von Hygiene und sanitären Einrichtungen an die Mitglieder der Stämme zu vermitteln. DIH-Projekte organisierten Frischwasserzuleitung, Abwasserbeseitigung und Müllentsorgung für die Wohnhäuser und es war die Aufgabe der Komitee-Mitglieder, den Hausbewohnern zu erklären, wie wichtig die Pflege und Erhaltung der neueingerichteten Systeme ist und welche Vorteile sie davon haben.
Während dieser Zeit war Yellowtail auch in kultureller Hinsicht aktiv. Sie war eine Tänzerin der Crow Indian Ceremonial Dancers und ging mit ihnen ab 1953 auf eine Europatournee, sie traten in Algerien, Dänemark, England, Israel, Luxemburg, Marokko und der Türkei auf. Yellowtail und die anderen Tänzer besuchten auch Belgien, Finnland, Frankreich, Italien, Norwegen, Spanien und Schweden. Sie blieben 1954 einen ganzen Monat in Paris und spielten dort vor ausverkauften Häusern. Als die Gruppe 1955 wieder zurückkehrte, traten sie zugunsten des Montana Institute of the Arts für Montana Historical Society auf. Yellowtail stellte sich auch als Aufsichtsperson für die Miss Indian American-Wahlen von ihrer Einführung bis in die 1970er Jahre zur Verfügung.
1965 wurde Yellowtail bei der American Indian Youth Conference (dt. Jugendtreffen der amerikanischen Indianer) zur Mrs. American Indian gewählt. Im Jahr 1968 wurde sie für vier Jahre in das Aufsichtskomitee für Indianische Gesundheit beim United States Public Health Service berufen. In einem 1970 erschienenen Dokumentarfilm über die Dienstleistungen des IHS in den indianischen Gemeinden war Yellowtail eine von fünf Sprecherinnen. Governor Forrest H. Anderson wählte Yellowtail 1972 für eine weitere Amtszeit aus, um im State Advisory Council for Vocational Education (dt. Staatliche Beratungskommission für Berufsausbildung) zu arbeiten. Sie betonte dort die Notwendigkeit für Bildungschancen indigener Einwohner, damit diese bei der Suche nach Arbeitsplätzen konkurrenzfähig werden. Sie betonte außerdem, dass indigene Menschen unbedingt Ausbildungschancen in Dienstleistungsbereich benötigten, damit es Anwälte, Ärzte, Krankenschwestern und Lehrer gäbe, die der Bevölkerung Zugang zu Hilfe von Menschen geben konnte, die ihre Kultur verstanden. Yellowtail arbeitete ebenfalls im National Alcohol and Drug Abuse Committee (dt. Nationales Komitee für Alkohol- und Drogenmissbrauch) und wurde von Richard Nixon in das Council on Indian Health, Education and Welfare (dt. Beraterstab indianische Gesundheit, Bildung und Wohlfahrt) und das staatliche Indian Health Advisory Committee (dt. Aufsichtskomitee für indianische Gesundheit) berufen. Yellowtail gründete außerdem den ersten Berufsverband für indianische Krankenschwestern.
Yellowtail starb am 25. Dezember 1981 in ihrem Haus in Wyola, Montana.

## Auszeichnungen
- 1962 President´s Award for Outstanding Nursing von John F. Kennedy[22]
- 1962 Outstanding Indian of the Year W. Dean Wilson: Indian Powwow News in Navajo Times vom 13. August 1970 S. 32
- 1978 Grandmother of American Indian Nurses durch die American Indian Nurses Association.[2]
- 1987 Montana Hall of Fame
- 2002 American Nurses Association Hall of Fame als erste indigene Amerikanerin[23]